# AS Nika
AS Nika is een voetbalclub uit Congo-Kinshasa uit de stad Kisangani. Ze komt uit in Linafoot, de nationale voetbalcompetitie van het land. De club won nog nooit een titel of beker.